# Dub
El dub és un estil de música desenvolupat a Jamaica durant els anys 60.

## Història
La seva evolució va ser paral·lela a la del reggae. La música dub inclou habitualment efectes de so d'eco i reverberació afegits a una cançó ja existent, acompanyats moltes vegades de fragments de les lletres de les cançons originals. Generalment es retira gran part de la veu i es fa més èmfasi en baix i bateria. Moltes vegades també s'inclouen altres efectes sonors com tirs, sons d'animals, sirenes de policia, etc.
Aquestes versions fetes en Dub, són en general instrumentals, algunes vegades incloent parts dels vocals de la versió original. Sovint, les pistes dub són utilitzades per toasters (espècie d'oradors) com a fons en rimes expressives i de gran impacte, i són anomenades remixes de DJ.
Al contrari que en el hip-hop, a la música dub qui està al micròfon és anomenat DJ o MC (microphone commander o master of ceremonies), mentre que el que escull les pistes i opera el toca discos és el Selector. la major raó de la producció de diverses versions és l'economia: un productes pot utilitzar una gravació pròpia per produir innombrables versions d'aquesta pista dins d'una sola sessió d'estudi.

## Productors
El productor King Tubby és considerat el pioner del Dub. Lee "Scratch" Perry, potser és el nom més famós, mentre que l'anglès Mad Professor és un dels majors productors actualment. Un altre nom bastant important del dub va ser Augustus Pablo.

## Cançons
Maroma és l'autor de la versió dub de «One Love», de Bob Marley. Inclou dues versions diferents, amb modificacions lleus (LSD Versió) i una altra amb modificacions més notòries (Extra Lysergic).